# アベル (八尾市)
アベル株式会社は、大阪府八尾市に本社を置く、金属製品製造と表面処理を主とする企業。

## 概要
下記に記載する「スーパーブラック」と呼ばれる電解発色を行っている。ステンレスの電解発色は他社では真似出来ず、同社の独自技術となっている。
ほかに「アベルカラー」と呼ばれる色植ショットブラスト加工、電解研磨などの金属表面処理、ステンレス加工を行っている。

## スーパーブラック
スーパーブラック はアベルが行っているステンレスの電解発色方法。
ステンレスの酸化皮膜を成長させ、光の干渉を利用して、発色させている。
チタンの電解発色やアルミのアルマイトを手掛ける会社は多いが、ステンレスの発色を手掛ける会社は少ない。
過去にINCO社が開発した化学発色（INCO法）という方法があるが、皮膜成長の制御が難しく、工業化が困難であることが理由と考えられる。
同社の電解発色は、化学発色の弱点であった制御の困難さを克服し、安定した皮膜成長を可能にし、工業化に成功している。

### 採用例
- AV機器、携帯電話
  - ソニー 有機ELテレビ　XEL-1
- 建築物件
  - 東芝 東京スカイツリー　天望シャトル乗用40人乗りエレベーター

など多数。